# Milorad Karalić
Milorad Karalić, jugoslovanski (srbski; srbsko Милорад Каралић) rokometaš, * 7. januar 1946, Ivanjska, Bosna in Hercegovina.
Leta 1972 je na poletnih olimpijskih igrah v Münchnu v sestavi jugoslovanske rokometne reprezentance osvojil zlato olimpijsko medaljo.
Udeležil se je tudi poletnih olimpijskih igrah leta 1976 v Montrealu, kjer je jugoslovanska rokometna reprezentanca osvojila peto mesto.